# Toskijski jezik
Toskijski jezik (arnautski, shkip, shqip, shqiperë, skchip, tosk, zhgabe; ISO 639-3: als), jedan od četiri albanska jezika, toskijska podskupina. Raširen je u južnoj Albaniji, 2 900 000 govornika (1989) koji se etnički nazivaju Toski. Značajna zajednica živi i u Grčkoj, na području Epira 10 000 (2002 N. Nicholas), a glavno mu je središte u selu Lehovo. Treća značajna koncentracija je kroz zapadnu Tursku, 15 000 (1980) od 65 000 etničkih.
Na temelju toskijskog stvoren je 1952. službeni albanski jezik [ISO 639-3: sqi]. Toskijski se također govori i po drugim zemljama u svijetu gdje ima iseljenih Toska, to su Belgija (3 000; 1993), Njemačka (25 000), Ukrajina (5 000).
Narječja: arbanaski (zadarski), sremski (srem, syrmia), camerija, korca.

## Vanjske poveznice
- Ethnologue (14th)
- Ethnologue (15th)